# Physocleora fuscicosta
Physocleora fuscicosta là một loài bướm đêm trong họ Geometridae.